# Libišanský rybník
Libišanský rybník, někdy nazývaný též Vrškovský rybník o rozloze vodní plochy 2,64 ha se nalézá na východním okraji obce Libišany v okrese Pardubice. Rybník je obklopen rozsáhlými rákosinami. Rybník je využíván pro chov ryb a zároveň slouží jako lokální biocentrum pro rozmnožování obojživelníků.

## Galerie

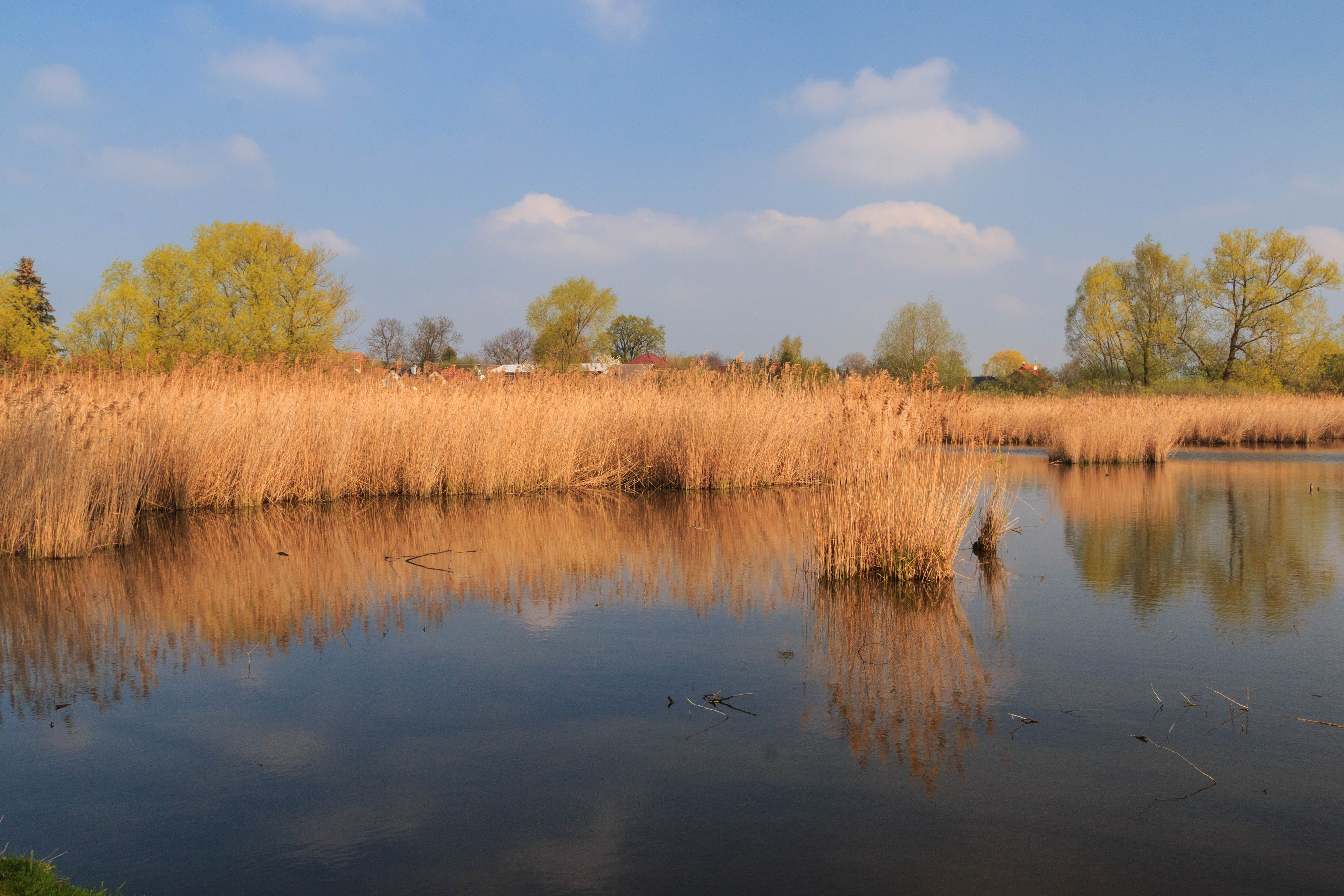
Pohled na Libišanský rybník
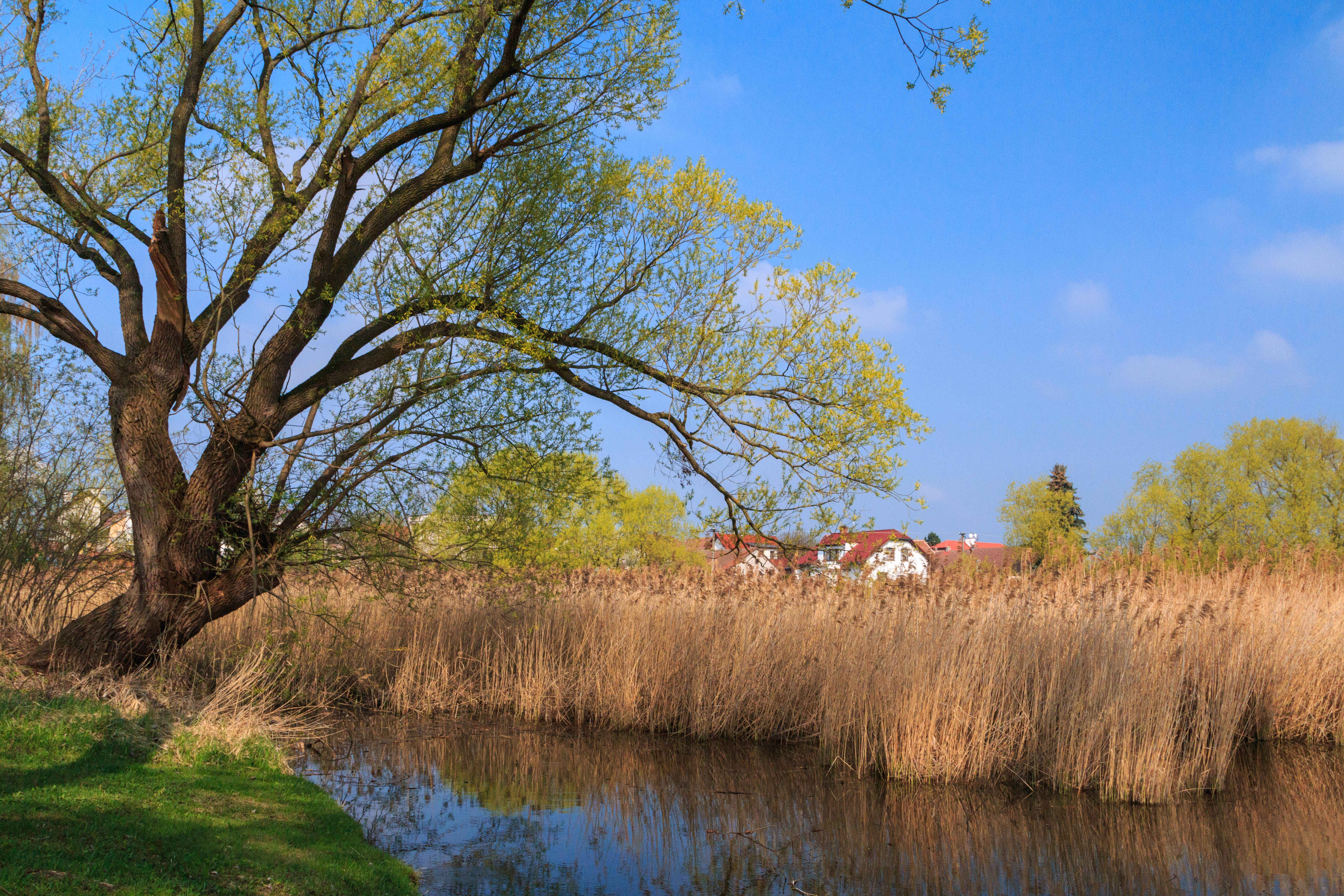
Pohled na Libišanský rybník
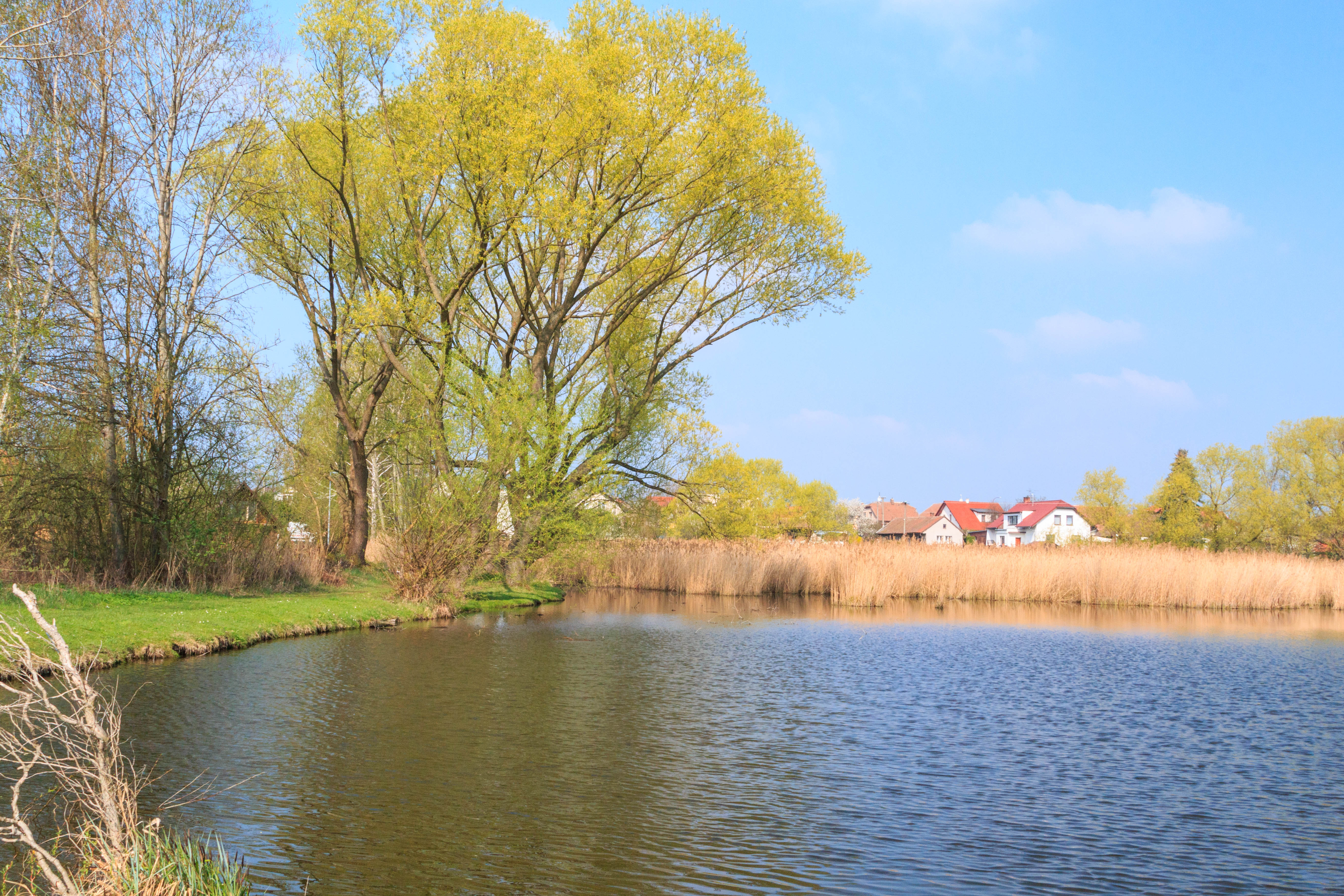
Pohled na Libišanský rybník
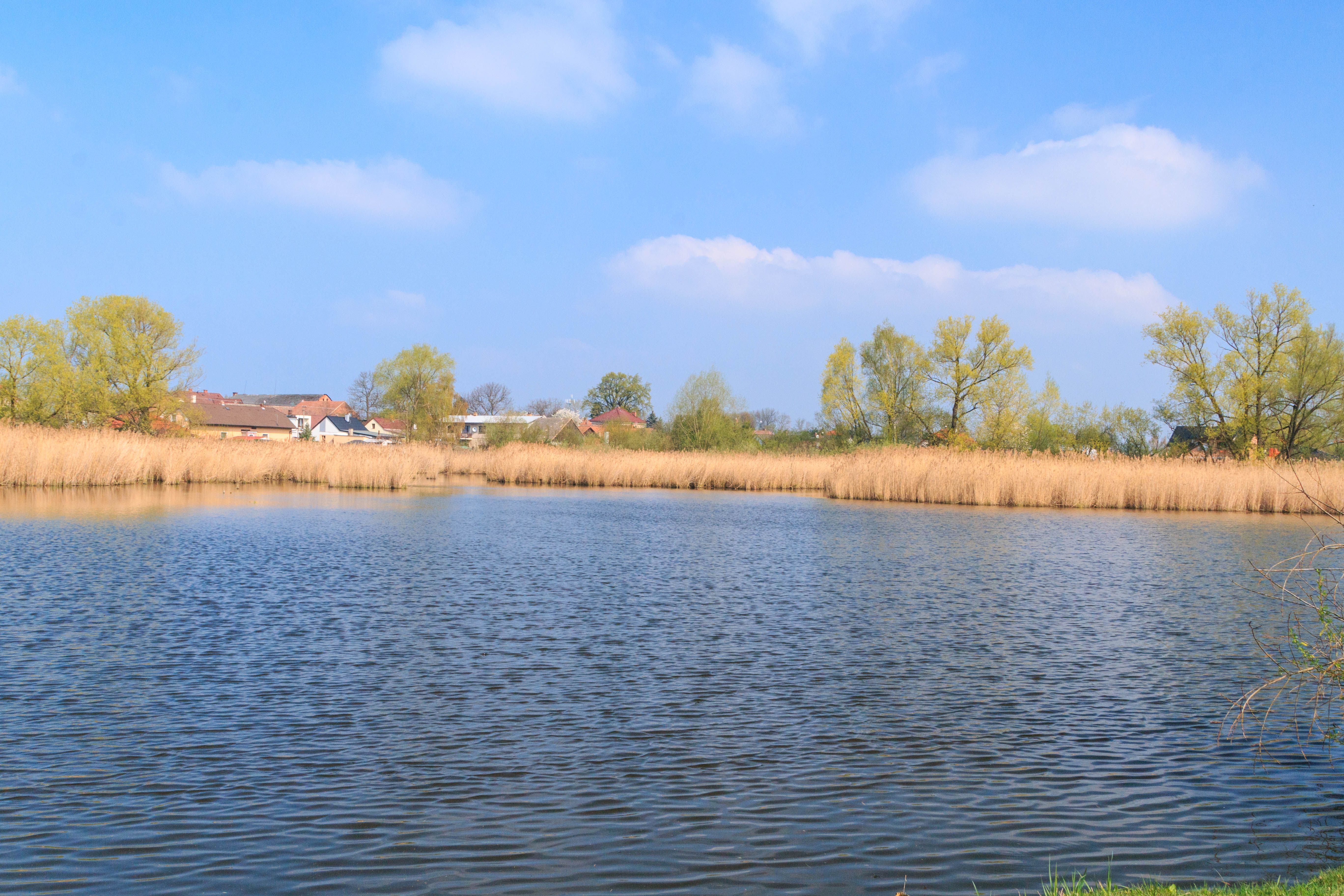
Pohled na Libišanský rybník